# Montagne de Lure
De Montagne de Lure (Italiaans: Montagna di Lura, Occitaans: Còla de Lura) is een vooral aan de zuid- en oostkant grotendeels beboste berg in Alpes-de-Haute-Provence in Frankrijk. De afstand van de klim vanaf de zuidelijke helling is 17,7 kilometer, met een stijgingspercentage van 5,7%. De top (Signal de Lure) ligt op 1826 meter. De grotendeels kale bergtop kleurt wit door de aanwezige kalksteen. 
Het massief van de Montagne de Lure heeft een lengte van 42 km van oost naar west. In het oosten wordt het begrensd door de Durance en in het noorden door de vallei van de Jabron.
Aan de oostrand van de bergkam ligt Sisteron en, wat dichterbij,  Château-Arnoux-Saint-Auban, aan de zuidrand ligt Saint-Etienne-les-Orgues. Van daaruit loopt een weg omhoog naar de bergkam langs de kapel van Notre-Dame-de-Lure, overblijfsel van een 12e-eeuwse abdij. Andere dorpjes onderaan de zuidhelling zijn Cruis en Mallefougasse-Augès. 

## Sport
De Montagne de Lure werd in 2009 opgenomen in het programma van de wielerwedstrijd Parijs-Nice. De Montagne de Lure was de aankomstplaats van de 6de etappe, die gewonnen werd door Alberto Contador. Het was de hoogste aankomst tot dan toe in de geschiedenis van Parijs-Nice.

## Galerij

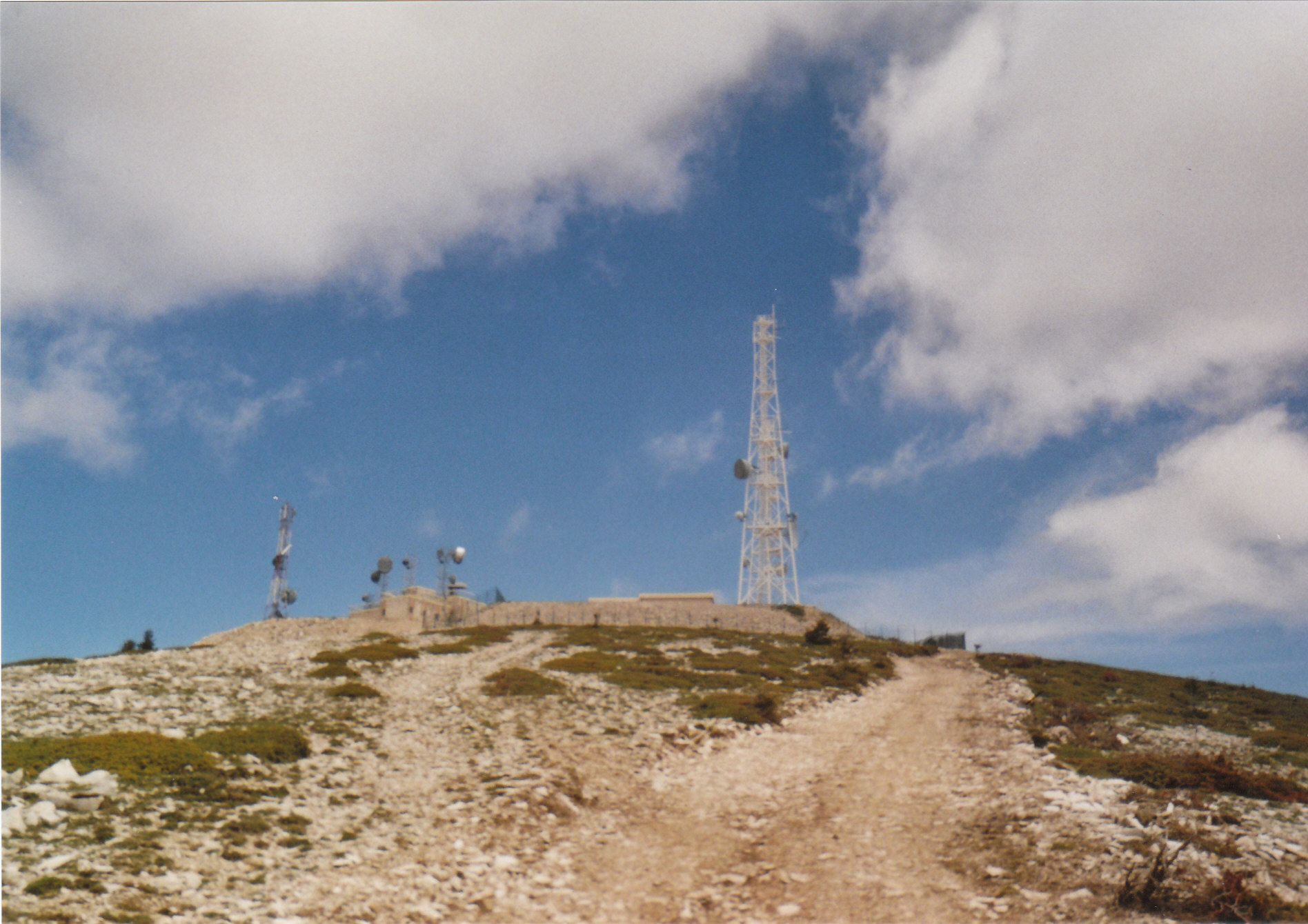
Top van de Montagne de Lure
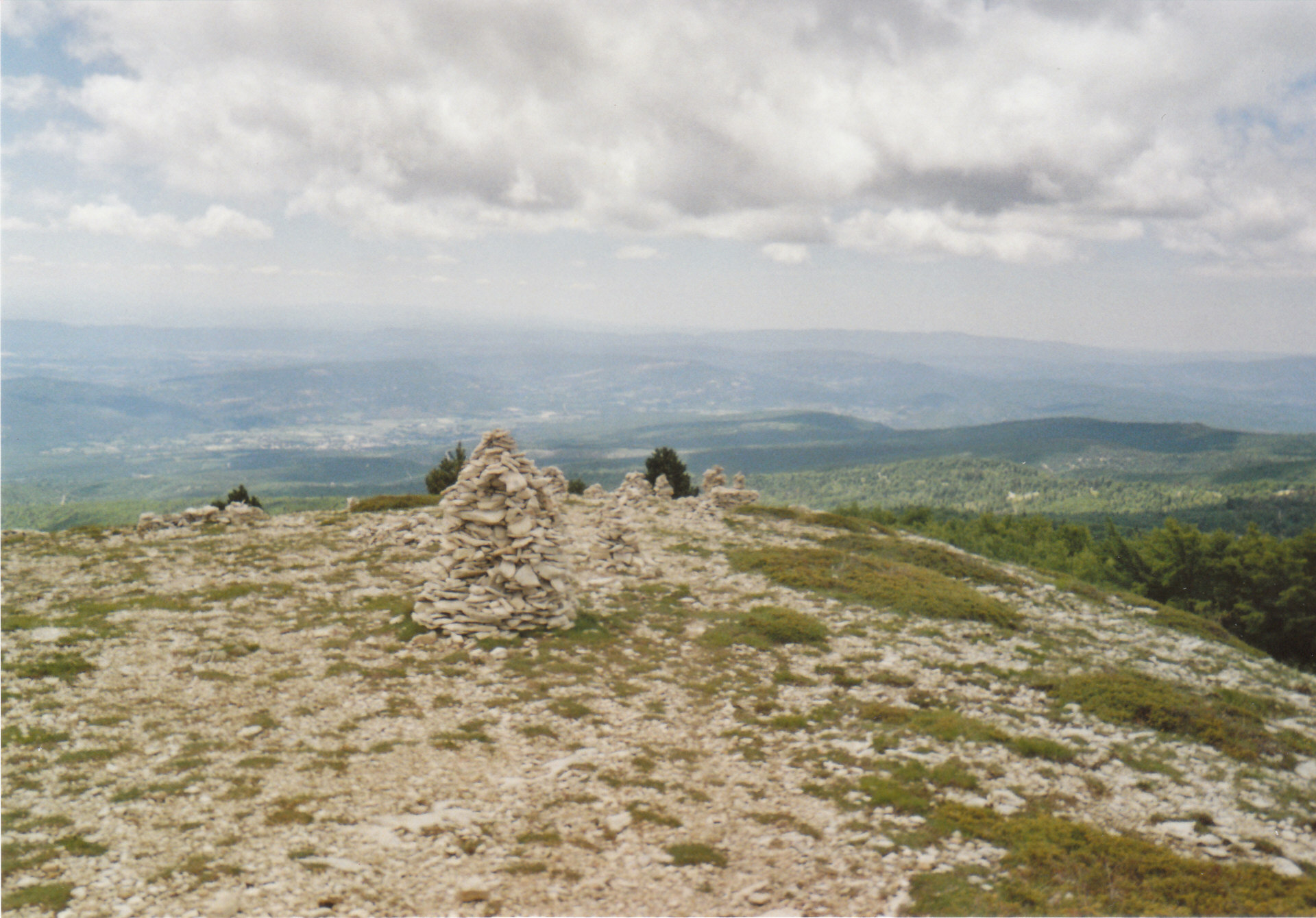
Uitzicht vanaf de top
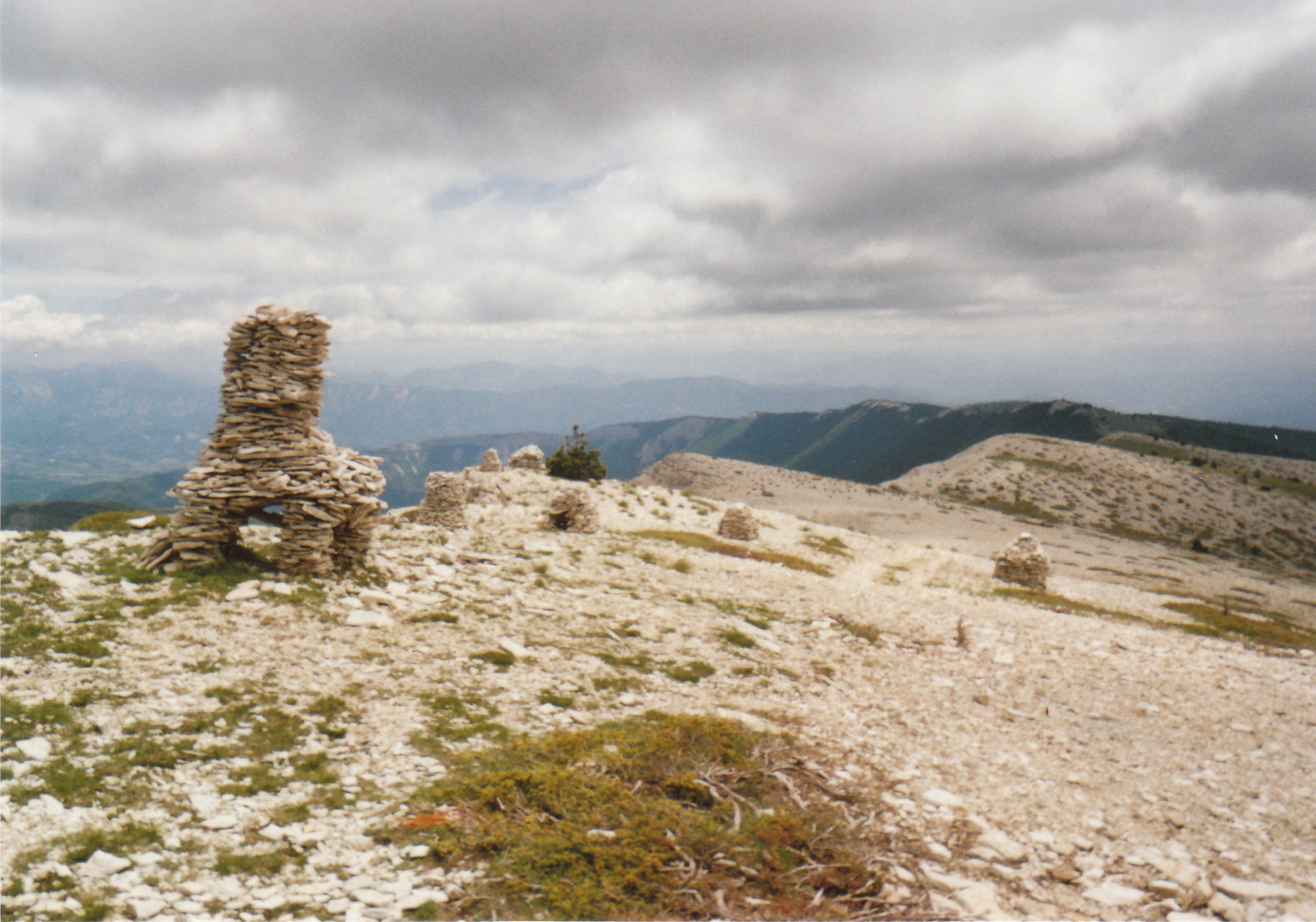
Uitzicht vanaf de top
Kaart van Montagne de Lure